# 高原町
高原町（たかはるちょう）は、宮崎県南西部の町。西諸県郡に属する。天孫降臨伝説の神話のふる里として知られる。

## 地理
宮崎県の南西部、宮崎市から西へ約40kmの場所に位置し、町域西側は鹿児島県と境を接する。霧島火山群の麓に位置し町域の約50%が高原地帯、残り50%が山林で占められている。
- 山: 高千穂峰（1574m）
- 河川: 岩瀬川
- 湖沼: 御池（周囲4.3km、最大水深103mの火口湖）

### 隣接市町村
宮崎県
- 都城市
- 小林市

鹿児島県
- 霧島市

### 地名

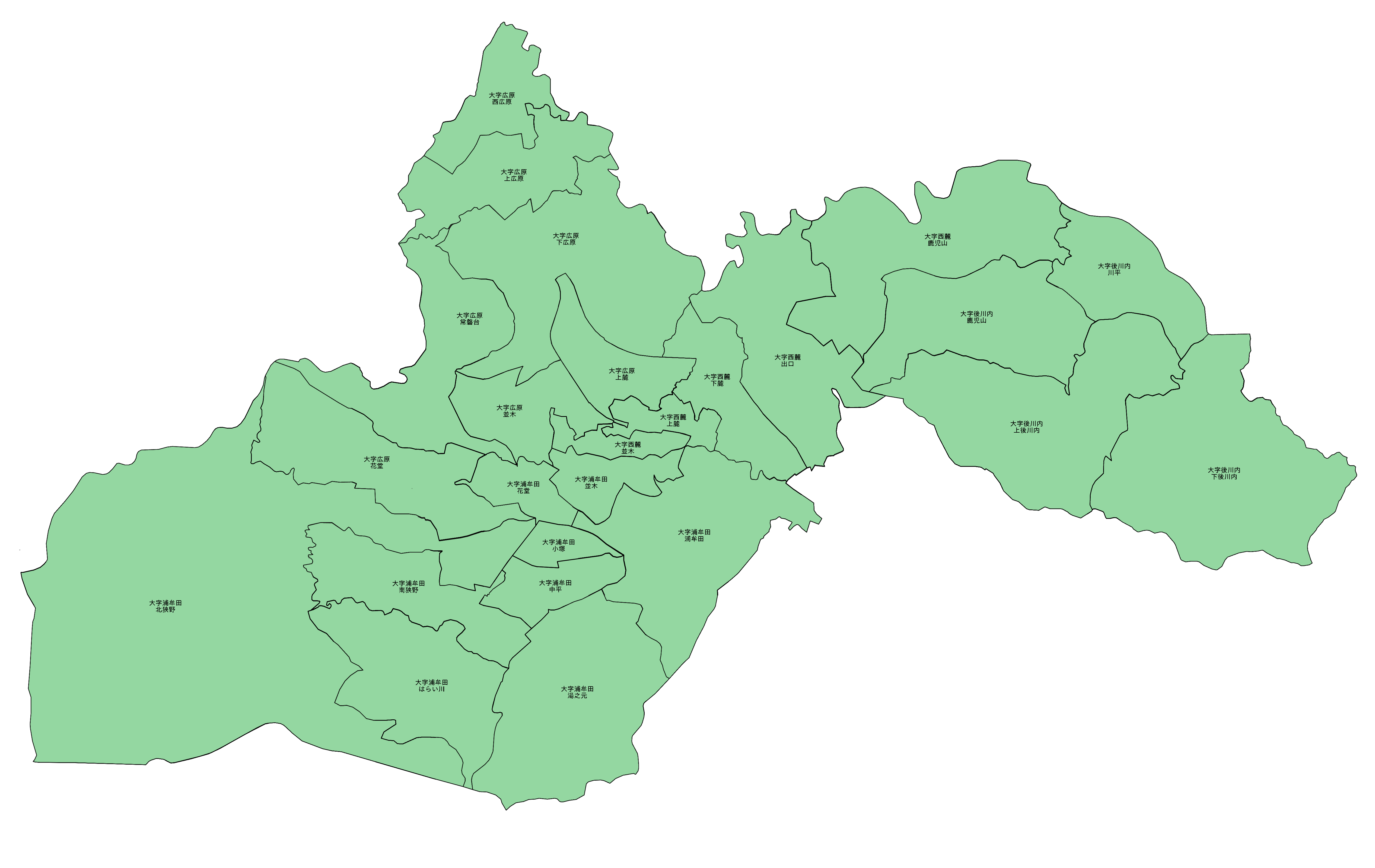
高原町地図

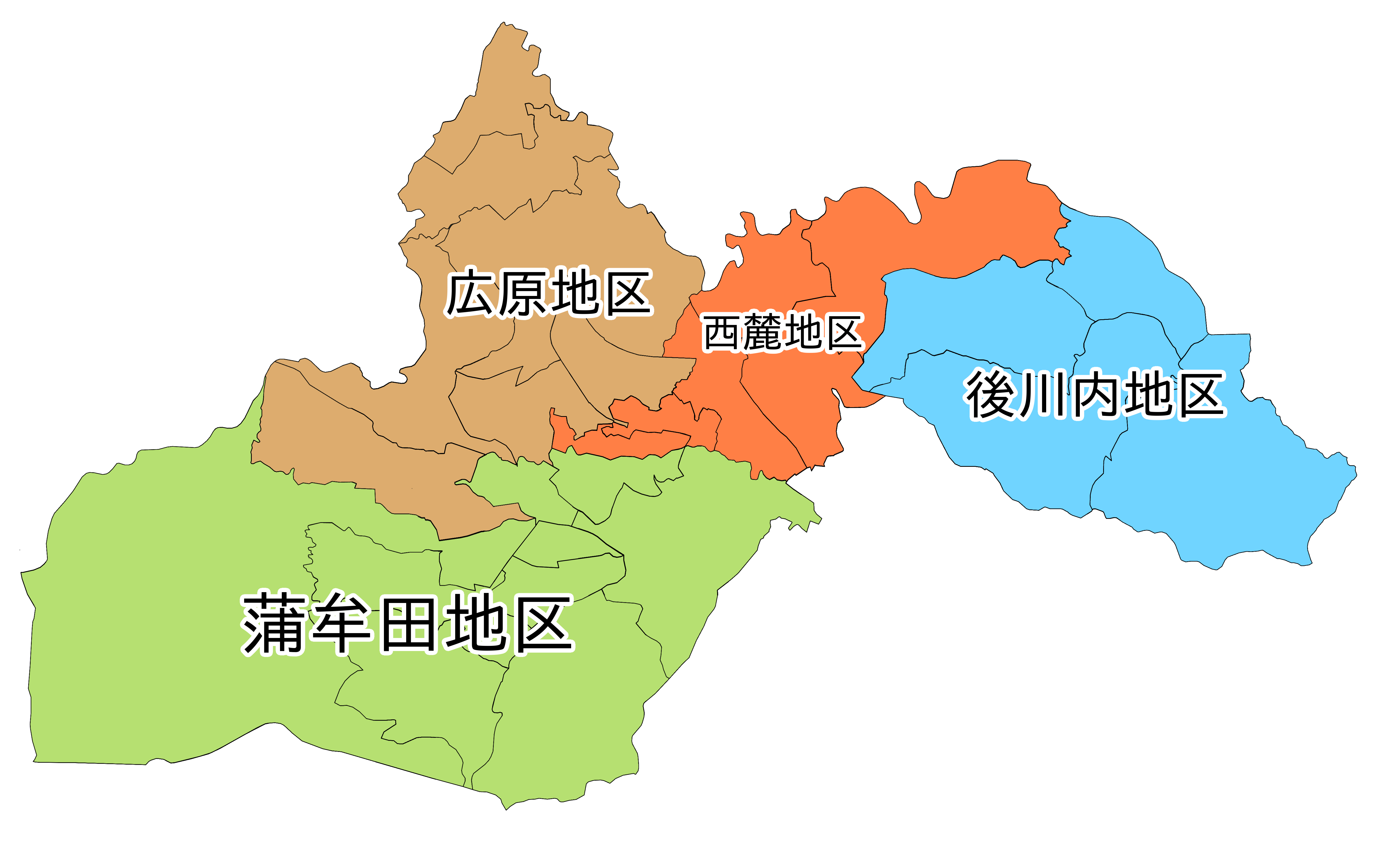
地域区分

- 後川内
- 蒲牟田
- 西麓
- 広原

### 産業
・農畜産業、林業（町全体割合２５％）２０１５年国勢調査調べ

## 歴史
- 1889年（明治22年）5月1日 町村制施行により高原村が発足。
- 1913年（大正2年） - 高原駅が開業。
- 1923年（大正12年）12月9日 - 狭野のスギ並木が天然記念物に指定される[1]。
- 1934年（昭和9年）10月5日 町制施行[2]。

## 行政
- 町長：高妻経信（2017年10月就任、第2期目）
- 町議会：議員定数10人

## 地域

### 人口
| |                                        |  |
| 高原町と全国の年齢別人口分布（2005年） | 高原町の年齢・男女別人口分布（2005年） |  |
| ■紫色 ― 高原町 ■緑色 ― 日本全国 | ■青色 ― 男性 ■赤色 ― 女性              |  |
| 高原町（に相当する地域）の人口の推移 \| 1970年（昭和45年） \| 12,798人 \| \| \| 1975年（昭和50年） \| 12,476人 \| \| \| 1980年（昭和55年） \| 12,579人 \| \| \| 1985年（昭和60年） \| 12,455人 \| \| \| 1990年（平成2年） \| 11,984人 \| \| \| 1995年（平成7年） \| 11,619人 \| \| \| 2000年（平成12年） \| 11,254人 \| \| \| 2005年（平成17年） \| 10,623人 \| \| \| 2010年（平成22年） \| 10,000人 \| \| \| 2015年（平成27年） \| 9,300人 \| \| \| 2020年（令和2年） \| 8,639人 \| \| |                                        |  |
| 総務省統計局 国勢調査より |                                        |  |
| 1970年（昭和45年） | 12,798人                               |  |
| 1975年（昭和50年） | 12,476人                               |  |
| 1980年（昭和55年） | 12,579人                               |  |
| 1985年（昭和60年） | 12,455人                               |  |
| 1990年（平成2年） | 11,984人                               |  |
| 1995年（平成7年） | 11,619人                               |  |
| 2000年（平成12年） | 11,254人                               |  |
| 2005年（平成17年） | 10,623人                               |  |
| 2010年（平成22年） | 10,000人                               |  |
| 2015年（平成27年） | 9,300人                                |  |
| 2020年（令和2年） | 8,639人                                |  |

### 教育

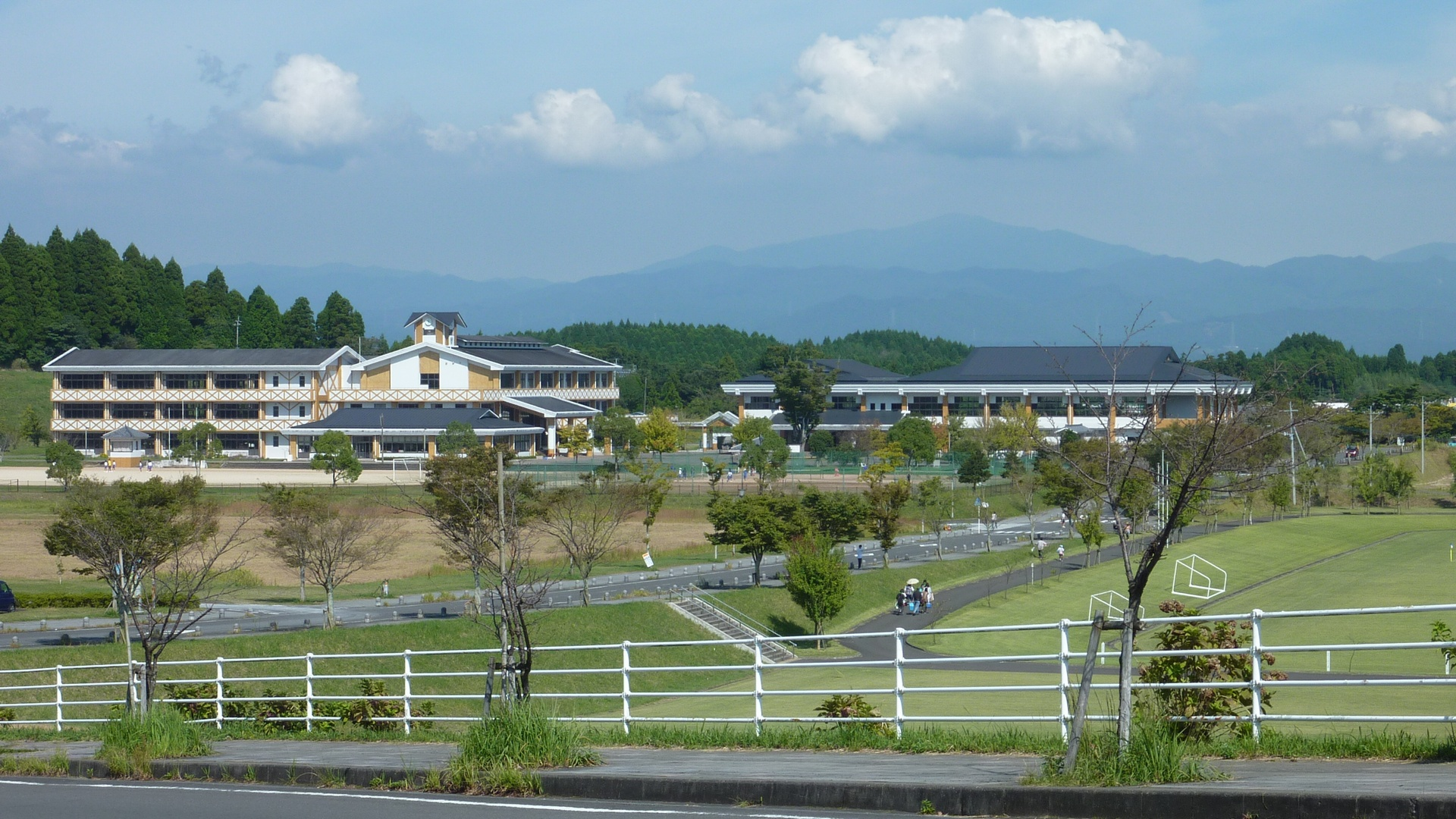
高原中学校

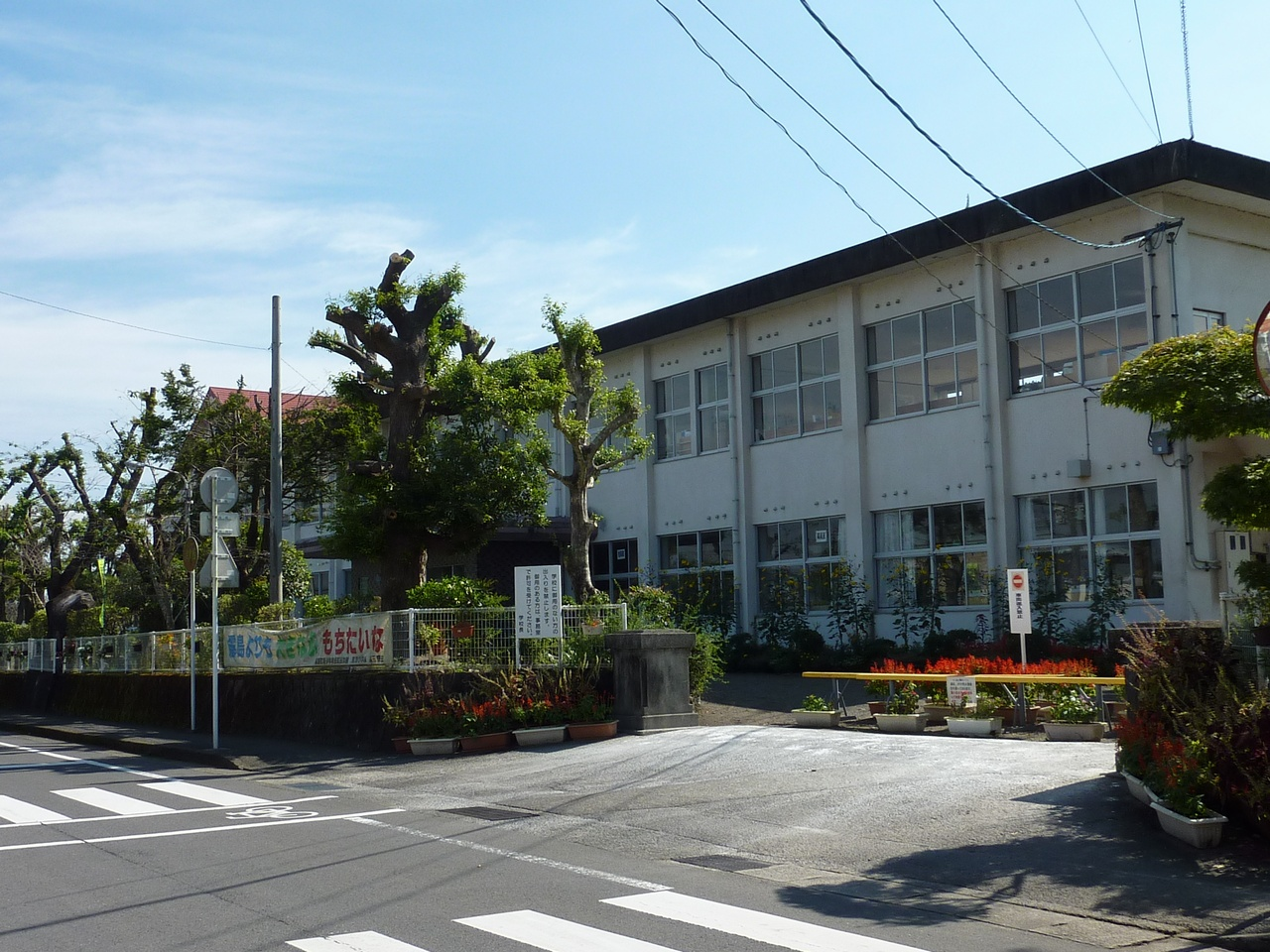
高原小学校

#### 高等学校
- 宮崎県立高原高等学校（小林市の小林秀峰高等学校と統合の上、閉校）

#### 中学校
町立
- 高原中学校
- 後川内中学校

#### 小学校
町立
- 高原小学校
- 広原小学校
- 狭野小学校
- 後川内小学校

## 交通

### 鉄道路線
- 九州旅客鉄道（JR九州）
  - 吉都線
    - 高原駅 - 広原駅

### 路線バス
- 宮崎交通：都城市街地 - 都城市旧高崎町域 - 高原町 - 小林市間を運行。
  - イオン都城 - 西都城駅前バスセンター - 都城駅 - イオンモール都城駅前 - 高崎新田駅 - 高崎温泉センター - 高原 - 小林駅

### 道路

#### 高速道路
- E10 宮崎自動車道
  - 高原インターチェンジ

#### 一般国道
- 国道221号
- 国道223号

#### 県道
主要地方道
- 宮崎県道29号高原野尻線

一般県道
- 宮崎県道405号西麓小林線
- 宮崎県道406号高千穂峰狭野線
- 宮崎県道413号祓川高崎線
- 宮崎県道414号有水高原線

## 名所・旧跡・観光スポット・祭事・催事

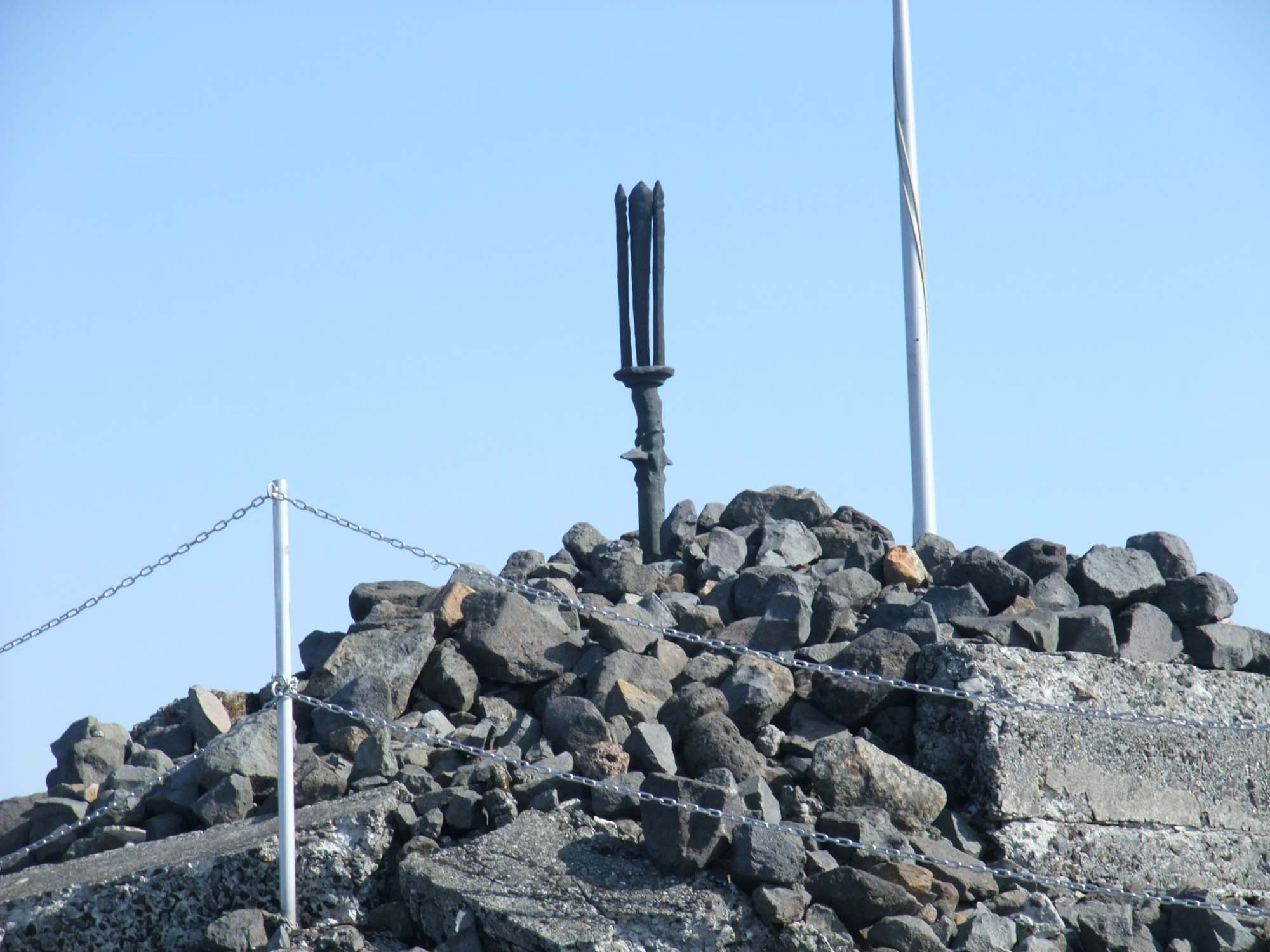
高千穂峰の山頂に鎮座する天逆鉾

- 高千穂峰
- 天之逆鉾
- 御池
- 狭野神社
- 霧島東神社
- 霞神社
- 皇子原神社
- 湯之元温泉
- 極楽温泉
- 皇子原温泉健康村
- 御池の湯
- 皇子原公園
- 産場石
- 奥霧島御池キャンプ村
- 奥霧島御池野鳥の森
- たかはるゴルフクラブ
- 與一桜
- こうはらあじさい園
- 御茶屋場（別称：おてらんば展望台）
- 祓川湧水園
- まつり高原
- 黒木家住宅
- 霧島登山マラソン大会
- たかはるよりどり交流市（通称：軽トラ市）
- 狭野神楽
- 祓川神楽
- 苗代田祭
- 御田植祭

## 著名な出身者・ゆかりのある人物
- 神武天皇（初代天皇） - 町内の皇子原神社の地にて降誕と伝わる
- 蒲池猛夫（射撃選手／第23回夏季オリンピックロサンゼルス大会ラピッドファイアピストル優勝者）
- 大迫たつ子（プロゴルファー、日本プロゴルフ殿堂顕彰者）
- 吉田拳畤（プロボクサー）
- 林田洋二（宮崎太陽銀行頭取）
- 高野瀬忠明（雪印メグミルク社長、日本酪農乳業協会）
- 今西駿介（陸上競技選手）
- 大野勇太 (シンガーソングライター)